# Henri Stoelen
Henri Stoelen   (Brussel·les, 3 de setembre de 1906 - Brussel·les, 1977) va ser un waterpolista belga que va competir durant la 1930.
El 1936 va prendre part en els Jocs Olímpics de Berlín, on va guanyar la medalla de bronze en la competició de waterpolo.